# 仁賀保郵便局
仁賀保郵便局（にかほゆうびんきょく）は、秋田県にかほ市にある郵便局。
郵便区番号「018-03」及び「018-04」の配達を受け持つ。

## 概要
住所：〒018-0499 秋田県にかほ市平沢家妻57-1

## 郵便区内の無集配郵便局
- 金浦郵便局：〒018-0311　秋田県にかほ市金浦金浦105
  - 大竹簡易郵便局：〒018-0322　秋田県にかほ市大竹前谷地146
- 小出郵便局：〒018-0435　秋田県にかほ市中三地中ノ庭66
- 由利院内郵便局：〒018-0411　秋田県にかほ市院内城前112

## 沿革
- 1875年（明治8年）1月2日 - 五等郵便局の平澤郵便局として開局[2]。
- 1881年（明治14年）7月 - 四等郵便局となる[2]。
- 1885年（明治18年）10月1日 - 貯金預所設置[3]。
- 1886年（明治19年）4月26日 - 三等郵便局となる[4]。
- 1890年（明治23年）11月1日 - 郵便為替事務開始、但し小為替振出事務は取り扱わず[5]。
- 1892年（明治25年）6月1日 - 小為替振出事務開始[6]。
- 1896年（明治29年）7月1日 - 小包郵便取扱開始[7]。
- 1899年（明治32年）4月1日 - 電信為替事務開始[8]。
- 1900年（明治33年）10月1日 - 平澤郵便電信局（三等）となる[9]。
- 1903年（明治36年）4月1日 - 通信官署官制の施行に伴い平澤郵便局（三等）となる[10]。
- 1912年（大正元年）12月1日 - 電話通話事務開始[11]。
- 1922年（大正11年）6月30日 - 陸羽西線（現羽越本線）象潟-羽後本荘間開通に伴い鉄道郵便線路開通、その受渡局となる[12]。
- 1925年（大正14年）7月21日 - 特設電話加入申請受理開始[13]。
- 1926年（大正15年）2月21日 - 電話交換業務開始、託送電報も取扱う[14]。
- 1937年（昭和12年）
  - 3月21日 - 集配区内に由利院内郵便局（三等、無集配）開局[15]。
  - 9月26日 - 由利院内郵便局にて電信及び電話通話事務開始[16]。
- 1940年（昭和15年）3月11日 - 由利院内郵便局にて集配事務開始[17]。
- 1952年（昭和27年）2月1日 - 由利院内郵便局にて電話交換業務開始[18]。
- 1962年（昭和37年）11月16日 - 仁賀保郵便局に改称[19]。
- 1971年（昭和46年）4月21日 - 仁賀保郵便局と由利院内郵便局にて電話交換業務廃止、本荘電報電話局に移管[20]。
- 1976年（昭和51年）11月1日 - 郵便区内に山王森簡易郵便局開局[21]。
- 1978年（昭和53年）8月10日 - 仁賀保郵便局と由利院内郵便局にて風景入通信日附印使用開始[22]。
- 1984年（昭和59年）2月1日 - 鉄道郵便受渡廃止[23]。
- 1986年（昭和61年）10月20日 - 由利院内郵便局の集配事務廃止、仁賀保郵便局が継承[24]。
- 1991年（平成3年）2月1日 - 山王森簡易郵便局が一時閉鎖[25]。
- 1992年（平成4年）3月31日 - 山王森簡易郵便局廃止、仁賀保郵便局が事務継承[26]。
- 2005年（平成17年）10月1日 - 仁賀保町が合併し、にかほ市の郵便局となる[27]。
- 2007年（平成19年）3月5日 - 金浦郵便局の集配事務廃止、仁賀保郵便局が継承。